# Jean Josselin
Pour les articles homonymes, voir Josselin.
Jean Josselin, né le 6 janvier 1940 à Besançon (Doubs) et mort le 7 février 2021 à Gray (Haute-Saône), est un boxeur français. Il a notamment été sacré champion de France puis deux fois champion d'Europe des poids welters dans les années 1960.

## Carrière
Jean Josselin naît le 6 janvier 1940 à Besançon dans le département du Doubs.
Membre du Ring olympique bisontin, il devient champion de France et d'Europe des poids welters à deux reprises dans la seconde moitié des années 1960 mais échoue dans la quête du titre mondial face au texan Curtis Cokes le 28 novembre 1966. Il est éliminé d'entrée aux Jeux olympiques de 1960 à Rome par l'Italien Nino Benvenuti qui sera sacré champion olympique des poids welters. En 1966, Jean Josselin affronte l'Américain Curtis Cokes aux États-Unis lors d'un combat pour un titre mondial. Il prend sa retraite en 1972.
Une salle de boxe au Local Boxe Club rue Bersot à Besançon porte d'ailleurs son nom.
Alors hospitalisé depuis plusieurs jours, Jean Josselin s'éteint à Gray dans la Haute-Saône le 7 février 2021 à l'âge de 81 ans,. Il était, après sa retraite, revenu vivre dans sa ville natale où il possédait un bar.

« J'ai été ce petit gars de Besançon qui a pu voyager dans des grandes villes, disputer des combats incroyables dans les plus grandes salles de boxe de l'époque. Los Angeles, Miami, Madison Square Garden, Paris, etc., la boxe m'a permis de voyager. Je ne garde que le meilleur. »

— Jean Josselin, au journal L'Est Républicain.